# Bruine wegslak
De bruine wegslak (Arion fuscus) is een slakkensoort uit de familie van de Arionidae. De wetenschappelijke naam van de soort is voor het eerst geldig gepubliceerd in 1774 door O.F. Muller.

## Soortcomplex
Arion fuscus  wordt door sommige auteurs beschouwd als een gedeeltelijk synoniem voor Arion subfuscus (Draparnaud, 1805). A. fuscus en A. subfuscus hebben een zeer vergelijkbare morfologie en overlappende verspreidingsgebieden in Noordwest-Europa. Zo is A. fuscus is wijdverspreid in Centraal-, Noord- en Oost-Europa, terwijl A. subfuscus beperkt is tot West-Europa. De twee taxa worden door sommige auteurs dan ook beschouwd al het soortcomplex Arion subfuscus/fuscus genoemd, waarbij beide leden verschillende evolutionaire afstammingslijnen hebben. Ze zijn alleen te scheiden door allo-enzymanalyse en geslachtskliertype.